# Radio Vrhbosna
Radio postaja Vrhbosna - Sarajevo je bila radijska postaja na hrvatskom jeziku iz Sarajeva.

## Povijest
Osnovalo ju je Hrvatsko kulturno društvo Napredak i Vrhbosanska nadbiskupija. Pokrenuta u sklopu Medijskog centra Napredak 11. travnja ratne 1993. godine tijekom opsade Sarajeva, želeći dati još jedan znak nade, ne samo Hrvatima, nego svim građanima do kojih je dopirao signal RPV-e. Uglednici društvenog, političkog i vjerskog života Sarajeva na čelu s mons. prof.dr. Franjom Topićem, predsjednikom HKD-Napredak nazočili su U otvaranju programa. Kardinal vrhbosanski Vinko Puljić blagoslovio je prostorije  i djelatnike radija. Zamišljena je kao građanski, ali i hrvatski i katolički radio otvoren za sve. U vremenima ratne propagande teško je bilo doći to točnih informacija, a Radio Vrhbosna pokrenuta je radi davanja točnih informacija slušateljima. Osnivači su osnovali mnogo truda i novca u postaju. Cijelog rata ni jedan dan nije ostala bez programa, unatoč skupoj i teško dostupnoj nafti uvijek je bio aktivan agregat. Emisije je emitirala na staroj opremi, miksetama još iz ratnog vremena.
U radu se susretala i s podmetanjima. Državna RTV BiH listopada 1994. jednostrano je raskinula ugovor s Vrhbosnom, demontirala joj odašiljač na Humu i ukinula rad, premda je Radio Vrhbosna uredno isplaćivala ugovorne iznose pa unatoč urednom plaćenom nije mogla kvalitetno emitirati, dok je muslimanski radio "Hayat" je kasnio s uplatama a nije nailazio na takva ometanja u radu. Odgovorni na državnoj RTV rekli su da je tako odlučila ovdašnja Vlada, dok su hrvatski predstavnici u tom organu opovrgnuli da je ikada i raspravljano a kamo li zakljuceno takvo što. Radio Vrhbosna je u tom trenu bila snage jednog kilovolta, emitirala od 15 do 24 sata, program je realizirala ekipa od 15 volontera koja je 19 mj. radila bez plaće. Čujnost je bila do 80 kilometara, do zeničke okoline. Već tada je stekla afirmaciju i popularnost kod svih naroda, je su mogli čuti i istinu s druge strane, a ne samo službene državne medije. Odnos središnje vlasti prema ovom mediju izravno je ovisio od terenske političke situacije. Pogoršavanjem odnosa Muslimana i Hrvata događala su se nestajanja struje u studiju i program bi se prestao emitirati, pa je morao stalno raditi agregat, dok je poboljšanjem političke klime program išao neometano. Washingtonski sporazum dao je nadu da takvih neugodnosti neće biti u budućnost, no njih je i dalje bilo. Vrhbosna je njegovala i razvijala čisti hrvatski jezik. Središnje informativne emisije preuzimala je s radio Hrvatske, program popunjavala vijestima, kvalitetnim izborom glazbe.
Vlasnik postaje je Medijski centar Napredak d.o.o. Sarajevo, Maršala Tita 56/I, Sarajevo. Adresa postaje bila je Maršala Tita 55, 71000 Sarajevo Djelovala je iza kavane Imperial, samo je unutar Napretkovih prostorija izmještena u druge prostorije, jer je poslije djelovala u prostorima u kojima je HKD Napredak djelovao do 2003.
Pozivni signal je RADIO VRHBOSNA, a bivši pozivni signal bio je RP VRHBOSNA.
Programska shema nije se znatnije mijenjala od osnutka, a koncipirana je tako da prati kakvoću sadržaja u govornom, ali i glazbenom smislu. Zbog bogata glazbena sadržaja rado slušana kod mnogih Sarajlija, jer su puštali glazbu koja opušta. Pouzdano se preko kontakt emisija znalo da većina slušateljstva čine slušatelji od 40 godina i stariji, no i mlađa populacija je slušala Vrhbosnu. Radili su mnogo na novim emisijama i na novim programskim shemama i privlačenju mlađeg slušateljstva, za što se planiralo stupiti u kontakt s KŠC-ovima i njihovim literarnim sekcijama, radi plana da mladi iz KŠC-a vode i uređuju jednu emisiju. Program se sastojao: Napretkova himna označavala je početak programa u osam ujutro. Slijedila je najava programa i meditacija. Svoje vijesti emitirala je u podne. Dvaput dnevno uključivao se Radija Vatikan i Radio Slobodne Europe na hrvatskom. Programsku shemu činil su kontakt-programi, glazbene želje, vremenska prognoza, emisija Na današnji dan, BIHAMK i servisne informacije, a od ostalih sarajevskih postaja razlikovala se emisijom Napredak klub u kojoj se predstavlja cjelokupni rad HKD-a te Katolički info u kojoj su slušatelji mogli čuti različite informacije iz BiH koje su prije svega bila namijenjene katolicima.
Slogan je bio Vaš radio Vrhbosna radio!.
Postaja je planirala u budućnosti živjeti isključivo od reklama ili barem 70% od njih. Uglavnom su se financirali iz sredstava koje su dobivali donacija HKD-a Napredak. Od reklama je dolazio manji dio sredstava. Postaja je osnovala i Klub prijatelja Vrhbosne iz čije se članarine također financirala postaja. Hrvatskim tvrtkama iz BiH nisu bili toliko zanimljivi jer su pokrivali samo prostor Sarajevske županije, a Republika Hrvatska nije tako obilato izravno pomagala postaju, nego tek kroz HKD Napredak, iako je 2009. odobrila je 72.000 kn za nabavu studijske opreme. Obilata pomoć nije bila ista, jer npr. za srpski tjednik Novosti Milorada Pupovca RH je 2013. – 2016. davala najmanje 7,5 milijuna kn godišnje izravno plus još 3-4 milijuna godišnje iz drugih stavki proračuna RH. Tako si Vrhbosna nije lako mogla priušiti jedan obični predajnik koji košta 15 000 - 20 000 KM, a s dva bi mogli pokriti veći dio BiH i privući ulagače.
Zemaljski program emitirala u županiji sarajevskoj. Emitirala je na 90,5 MHz FM. Od 4. studenoga 2010. program emitira i preko Interneta. Za zemaljsko emitiranje planirali su nabaviti prijamnik koji bi omogućio svim potencijalnim slušateljima u Sarajevskoj županiji primati programe bez smetnji. U planu je bilo pokrivanje prostora Federacije BiH, što bi privuklo hrvatske ulagače. Vlastiti antenski predajnik nisu imali, nego su morali biti zakačeni na tuđi pa su stalno morali moliti nekog radi funkcionalnosti. Služili su se predajnikom na Zmajevcu. Nadali su se dobivanju lokacije na Grbavici čime bi bilo bolje za domet slušanosti.
Na Radiju Vrhbosni radili su Jasna Primorac, Dragana Orlando, Rinko Golubović, Ivan Vidačković, mons. prof.dr. Franjo Topić i drugi. Do danas na Radiju Vrhbosni ispraćene su mnoge osobe, danas poznati glasovi, ali i osobe s televizije. Direktorica je bila Snježana Dejanović Alibegović, a urednik Jadranko Avdić.
Od 9. svibnja 2016. umjesto Radija Vrhbosne na istoj frekvenciji emitira privatni Radio Mix, koji pripada RSG Radiju i Anteni Sarajevo.
18. svibnja 2016. RSG Media Group kupila je frekvenciju za svoju novu radijsku postaju Radio Mix na kojoj se pušta pop i folk hitove. Jedan od inicijatora projekta je bio i Halid Bešlić.

## Vanjske poveznice
- www.vrhbosna.net  Arhivirana inačica izvorne stranice od 14. veljače 2016. (Wayback Machine) Radio Vrhbosna
- Hrvatski radio  Arhivirana inačica izvorne stranice od 14. travnja 2017. (Wayback Machine) Magazine (Opatovac, Radio Vrhbosna), emitirano 7. studenoga 2015.
- Twitter Radio Vrhbosna
- Livestream  Arhivirana inačica izvorne stranice od 18. ožujka 2015. (Wayback Machine)